# 棉毛草属
棉毛草属（学名：Phagnalon）是菊科下的一个属，为亚灌木或多年生草本植物。该属共有约40种，分布于加那利群岛经地中海至亚洲。